# 中央人民政府地质部
中华人民共和国中央人民政府地质部是根据1949年9月27日中国人民政治协商会议第一届全体会议通过的《中华人民共和国中央人民政府组织法》第二十二条的规定，于1952年8月7日设置的一个部门。1952年8月7日，中央人民政府委员会第十七次会议决定，成立中央人民政府地质部。

## 历史
1950年初，全国接管和重新组建了15个地质调查所和研究所，全部职工约800人。为了使当时有限的地质力量发挥出最大的效力，1950年2月，政务院财政经济委员会计划局编制了全国的年度地质工作计划，在东北、华北、华东、中南、西北、西南等地区组队进行野外地质工作。这是新中国成立后地质工作第一次大规模有组织的行动。1950年2月17日，正在苏联访问的毛泽东主席在中国驻莫斯科大使馆接见留学生代表时，为在莫斯科地质学院留学的任湘亲笔题写了“开发矿业”四个字。1950年5月6日，李四光辗转回国抵达北京，5月8日周恩来总理到住地看望李四光，对国际国内形势、地质工作和地质队伍组建等问题交换意见。按照国家的情况和需求，李四光征询全国从事地质工作的299位地质人员的意见，建议成立统一规划全国地质工作的机构——地质工作计划指导委员会，形成了“一会、一局、两所”的工作机构体制，即中国地质工作计划指导委员会（驻北京西四南后英子胡同九号），先后直属于政务院财政经济委员会、中国地质工作计划指导委员会的矿产地质勘探局，中国科学院古生物研究所和中国科学院地质研究所。1950年，以原华东军事测绘学校为基础创办南京地质学校，建立东北地质专科学校，全国各大高校的地质系也开始扩大招生，当年全国地质专业招生达 600 多人。
1950年8月，政务院第四十七次会议通过任命中国地质工作计划指导委员会名单。
- 主任委员 李四光 现任中国科学院副院长。
- 副主任委员 
  - 尹赞勋 现任南京地质调查所技正兼古生物研究室主任。
  - 谢家荣 现任华东军政委员会重工业部矿产测勘处处长。
- 委 员 二十一人（依姓氏笔划为序）
  - 尹赞勋 现任南京地质调查所技正兼古生物研究室主任。
  - 田奇携 现任中南军政委员会重工业部资源勘测处处长。
  - 佟城 现任长春地质调查所所长。
  - 李四光 现任中国科学院副院长。
  - 李春昱 现任南京地质调查所所长。
  - 李捷 前中央研究院地质研究所专任研究员。
  - 侯德封 现任南京地质调查所技正兼陈列馆馆长。
  - 孙越崎 现任中央财经委员会计划局副局长。
  - 孙云铸 现任北京大学地质系主任。
  - 孙殿卿 现任南京地质研究所副研究员。
  - 孙健初 现任西北石油公司探勘处处长。
  - 徐克勤 现任南京大学地质系主任。
  - 张文佑 现任南京地质研究所研究员。
  - 张更 现任中国石油公司技正。
  - 郭文魁 现任华东军政委员会重工业部矿产测勘处工程师。
  - 陈国达 现任中山大学地质系主任。
  - 黄汲清 现任西南地质调查所所长。
  - 杨钟健 现任中国科学院编译局局长。
  - 谢家荣 现任华东军政委员会重工业部矿产测勘处处长。
  - 谭锡畴 现任云南师范学院博物系主任。
  - 顾功叙 现任中国科学院地球物理研究所副所长。

1950年11月，中国地质工作计划指导委员会召开扩大会议，明确提出应该集中人力物力重点解决煤、铁、石油和有色金属的资源问题。1950年派遣严坤元为队长的白云鄂博地质调查队（后为地质部华北地质局241队）对白云鄂博矿区普查。1951年，中国计划指导委员会派出300多名地质工作者组成84个地质队赴全国各地调查；以李璞为队长的西藏地质工作队随第十八军进入西藏，这是中国地质工作者对西藏进行的第一次有组织的地质调查。
1952年8月7日，中央人民政府地质部成立，李四光为部长。 1952年秋，北京大学、清华大学、北洋大学、唐山工学院（唐山铁道学院）地质系和西北大学地质系二年级学生合并成立北京地质学院。东北地质专科学校的基础上合并山东大学地质矿物学系及东北工学院地质系和物理系的一部分，组成了东北地质学院（后更名为长春地质学院）。1952年11月，党中央和国务院提出“地质工作要大发展”的方针。1952年11月，全国地质工作计划会议在北京召开，副总理兼政务院财政经济委员会主任陈云在会上强调：“地质事业在国家经济建设中已成为一项最重要的事业了。”“1953年我国将开始大规模的经济建设。为了适应国家新的需要，明年的地质工作，也要进行一个大转变”——“在一定时间以内，探明一定的储量”计划会议确定地质部负责新矿山的地质勘探、地质普查及全国地质矿产资料的汇交和地质工作登记等工作。随着国家一五计划的开展，中国的地质事业进入了高速发展时期。一五计划对地质工作的任务是：
- 保证五年内开始新建企业的设计所必需的矿产储量；
- 加强对重要矿产资源的普查和勘探；
- 有计划地展开全国矿产的普查工作，进行部分的区域地质调查等工作，保证第二个“五年计划”所需的矿产储量，并为第三个“五年计划”所需的矿产储量准备资源条件；
- 加强水利资源和综合流域开发的地质勘察工作，保证第一个“五年计划”期间重要水利工程和水力发电工程所需的地质资料，并为第二个“五年计划”所需的水利资源开发做好地质准备。

为保证国家急需的矿产资源的供应，一五计划要求对19种矿产进行勘查，结果地质工作对74种矿产进行了勘查，有63种取得了可供工业设计使用的储量。
1954年，中央人民政府地质部更名为“中华人民共和国地质部”，并在各大行政区设立地质局。

## 职责权限
按照相关规定，中央人民政府地质部在政务院财政经济委员会的指导下展开工作。

## 历任部长
1. 李四光（1952年8月—1954年9月）

## 历任副部长
- 何长工（原中央人民政府重工业部副部长）
- 刘杰（原中南军政委员会工业部部长）
- 宋应（原中国共产党川西区成都市委员会第二书记）
- 许杰（中国民主同盟；原安徽省人民政府副主席，1954年6月任）